# Los lobos no lloran
Los lobos no lloran (título original: Never Cry Wolf)  es una película estadounidense de 1983 dirigida por Carroll Ballard. La película es una adaptación al cine de la obra homónima del autor Farley Mowat de 1963. Fue la primera película lanzada por Walt Disney Pictures bajo el nuevo sello del estudio (las películas anteriores siendo bajo Walt Disney Productions).

## Argumento
Tyler, un experto biólogo, viaja a los desolados parajes del Norte de Canadá que lindan con el Ártico, para investigar las extrañas muertes de caribús, una especie de renos, de las que todo el mundo culpa a los lobos. Una vez allí, con la ayuda de Osket, un enigmático esquimal, elabora un plan para localizar a los lobos, cosa que consigue sin dificultad. Sin embargo, pronto descubrirá que el problema no son los lobos.

## Reparto
- Charles Martin Smith es Tyler, un biólogo.
- Brian Dennehy es Rosie.
- Zachary Ittimangnaq es Ootek.
- Samson Jorah es Mike, Ootek.
- Hugh Webster es Drunk.
- Martha es Mujer.
- Tom Dahlgren es Cazador #1.
- Walker Stuart es Cazador #2.

### Premios
Ganador
- Boston Society of Film Critics Awards: 4th BSFC Award; Best Cinematography, Hiro Narita; 1984.[1]
- Hawaii International Film Festival: Excellence in Cinematography Award, Hiro Narita; 1984.
- Motion Picture Sound Editors: Golden Reel Award; Best Sound Editing – Sound Effects; 1984.
- National Society of Film Critics Awards: NSFC Award Best Cinematography, Hiro Narita; 1984.
- Western Heritage Awards: Bronze Wrangler; Theatrical Motion Picture, Carroll Ballard; 1984.

Nominaciones
- Academy Awards: Best Sound; Alan Splet, Todd Boekelheide, Randy Thom and David Parker; 1984.[2]

### Citaciones
1. ↑  "BSFC past winners."
2. ↑  "The 56th Academy Awards (1984): Nominees and Winners." oscars.org.